# Burgen und Schlösser in Lothringen

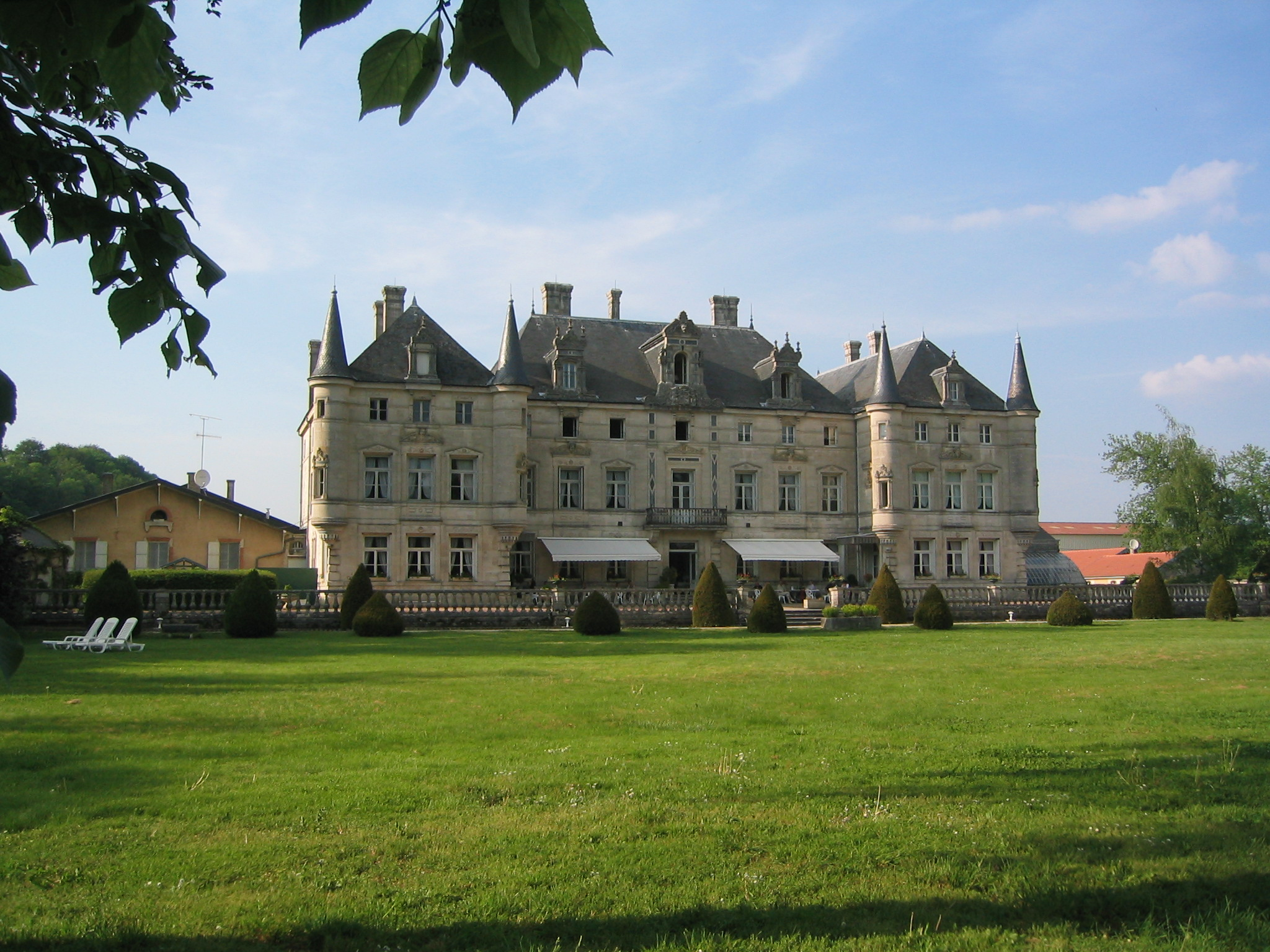
Schloss Les Monthairons, historistischer Bau des 19. Jh. in Anlehnung an den „Manoir-Typ“

Geschichte, Entwicklung und Gestalt der Burgen und Schlösser in Lothringen sind stark von der Geschichte des Herzogtums Lothringen geprägt worden. Die Anlagen zählen neben den zahlreichen Kirchen und Klöstern zu den historischen Bauwerken dieser Region in Frankreich. Während jedoch im benachbarten Elsass die stauferzeitliche Burgruine landschaftsprägend ist, finden sich in Lothringen vor allem zahlreiche Schlösser. Kuhn/Koltz (siehe Literatur) beziffern die Zahl lothringischer Burgen, Schlösser und Herrensitze auf „einige hundert“.

## Überblick
Mittelalterliche, lothringische Burgruinen gibt es besonders an den Osthängen der Vogesen; wenn auch in geringerer Dichte als im Elsass, so doch in ähnlicher Gestalt. Je weiter westlich und südlich, um so „französischer“ werden die Anlagen. Der stauferzeitliche Typ, zum Teil sogar mit Buckelquadern, findet sich vereinzelt noch weit jenseits der ehemaligen Sprachgrenze, zum Beispiel bei Burg Prény oder beim Uhrturm des Schlosses von Bar-le-Duc. Ansonsten herrscht die spätgotische Wasserburg vom Typ einer Kastellburg vor. Auch manche Höhenburgen entsprechen diesem Typ. Beispiele hierfür finden sich unter anderem in Moyen und Nomeny.
Die meisten Schlösser entstanden vor dem Dreißigjährigen Krieg Ende des 16. und zu Beginn des 17. Jahrhunderts und gehören oft dem vom Kastelltyp abgeleiteten „Manoir-Typ“ an (rechteckiger Wohnbau mit Ecktürmen). Kleinere Landschlösser stehen in manchen Landstrichen – vor allem in den Départements Meurthe-et-Moselle und Moselle – so dicht, dass beinahe jeder zweite Ort ein Schloss oder zumindest Herrenhaus besitzt.
Nach dem Dreißigjährigen Krieg ebbte die Bautätigkeit deutlich ab, herausragende Ausnahmen sind unter anderem die Schlösser von Lunéville, Commercy und Haroué. Im 19. und frühen 20. Jahrhundert entstanden noch einige historistische Schlossbauten, meist in Anlehnung an den „Manoir-Typ“ des 17. Jahrhunderts.

## Beispielhafte Anlagen

### Meurthe-et-Moselle

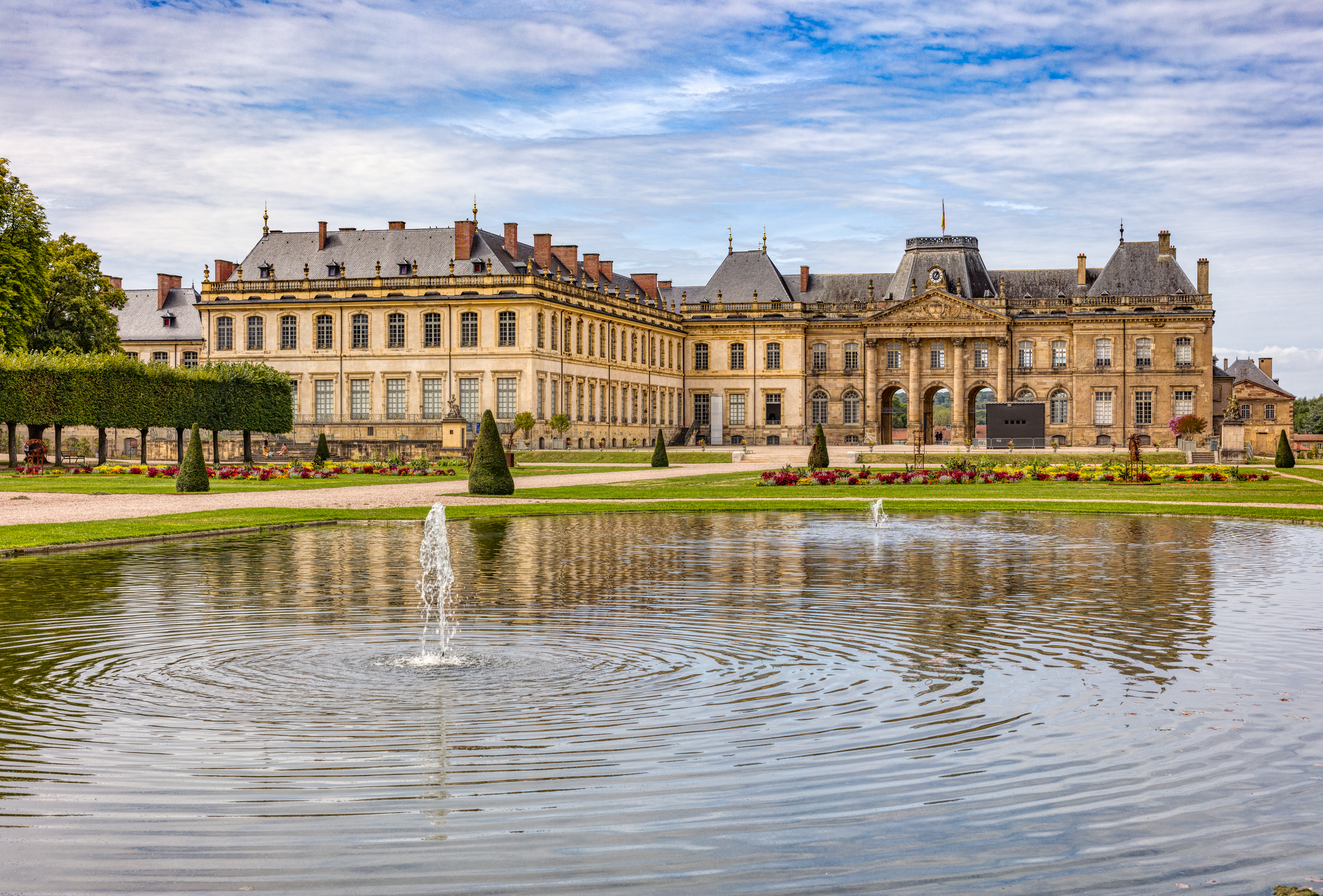
Schloss Lunéville

- Schloss Haroué, Haroué
- Schloss Lunéville, Lunéville
- Burg Mousson, Mousson
- Burg Nancy, Nancy
- Herzogspalast von Nancy, Nancy
- Burg Vaudémont, Vaudémont

### Meuse

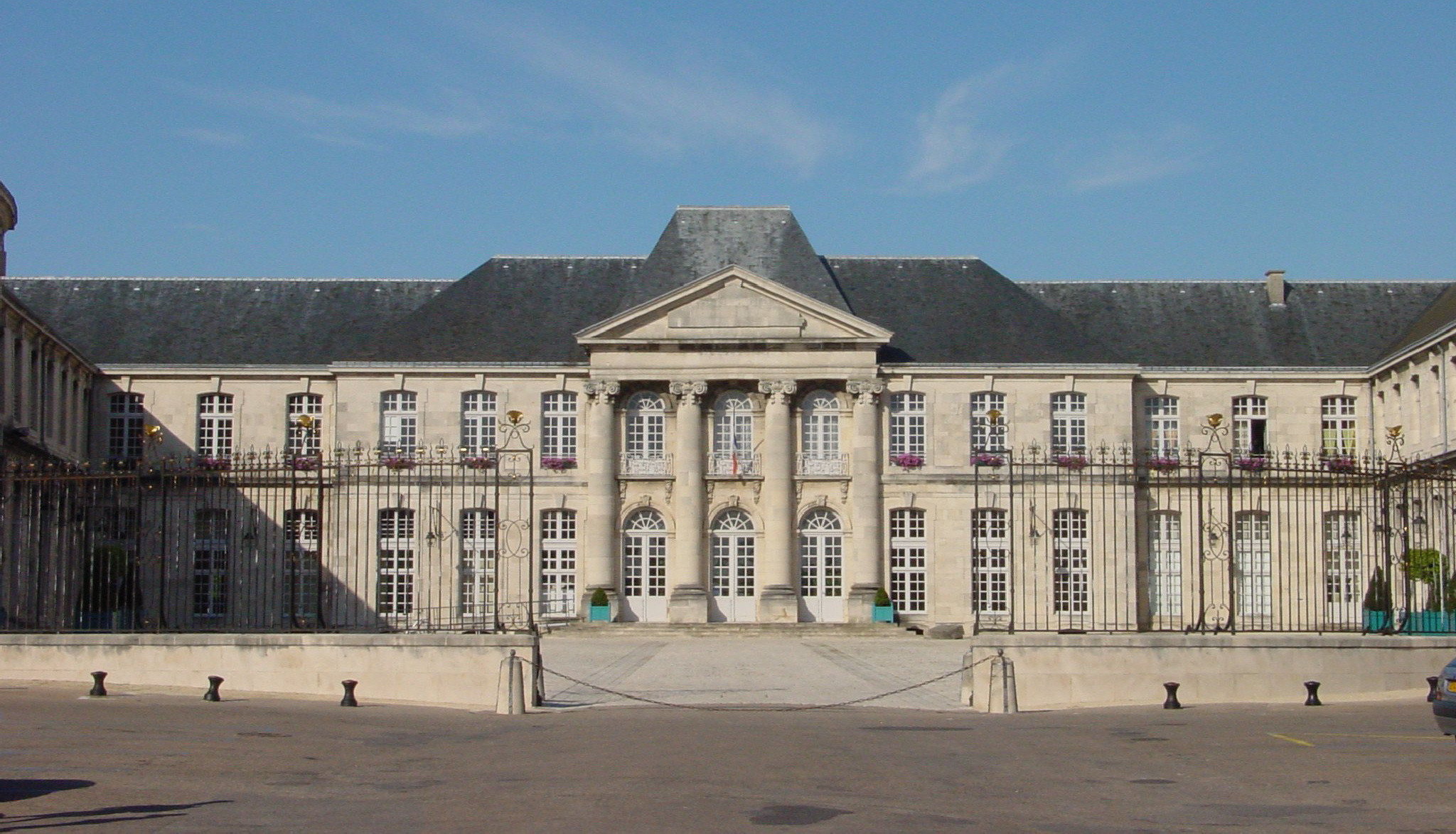
Schloss Commercy

- Schloss der Herzöge von Bar, Bar-le-Duc
- Schloss Commercy, Commercy
- Burg Gombervaux, Vaucouleurs
- Schloss Montbras, Montbras
- Bischofspalais Verdun, Verdun

### Moselle

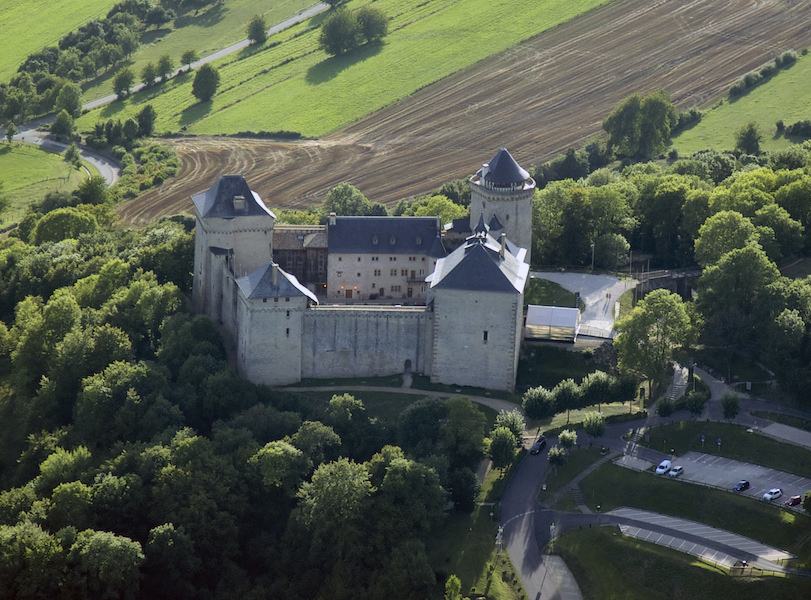
Burg Malbrouck

- Dagsburg, Dabo
- Schloss Fabert, Moulins-lès-Metz
- Burg Falkenstein, Philippsbourg
- Schloss La Grange, Manom
- Lützelburg, Lutzelbourg
- Burg Malbrouck, Manderen
- Burg Sierck, Sierck-les-Bains

### Vosges
- Burg Épinal, Épinal

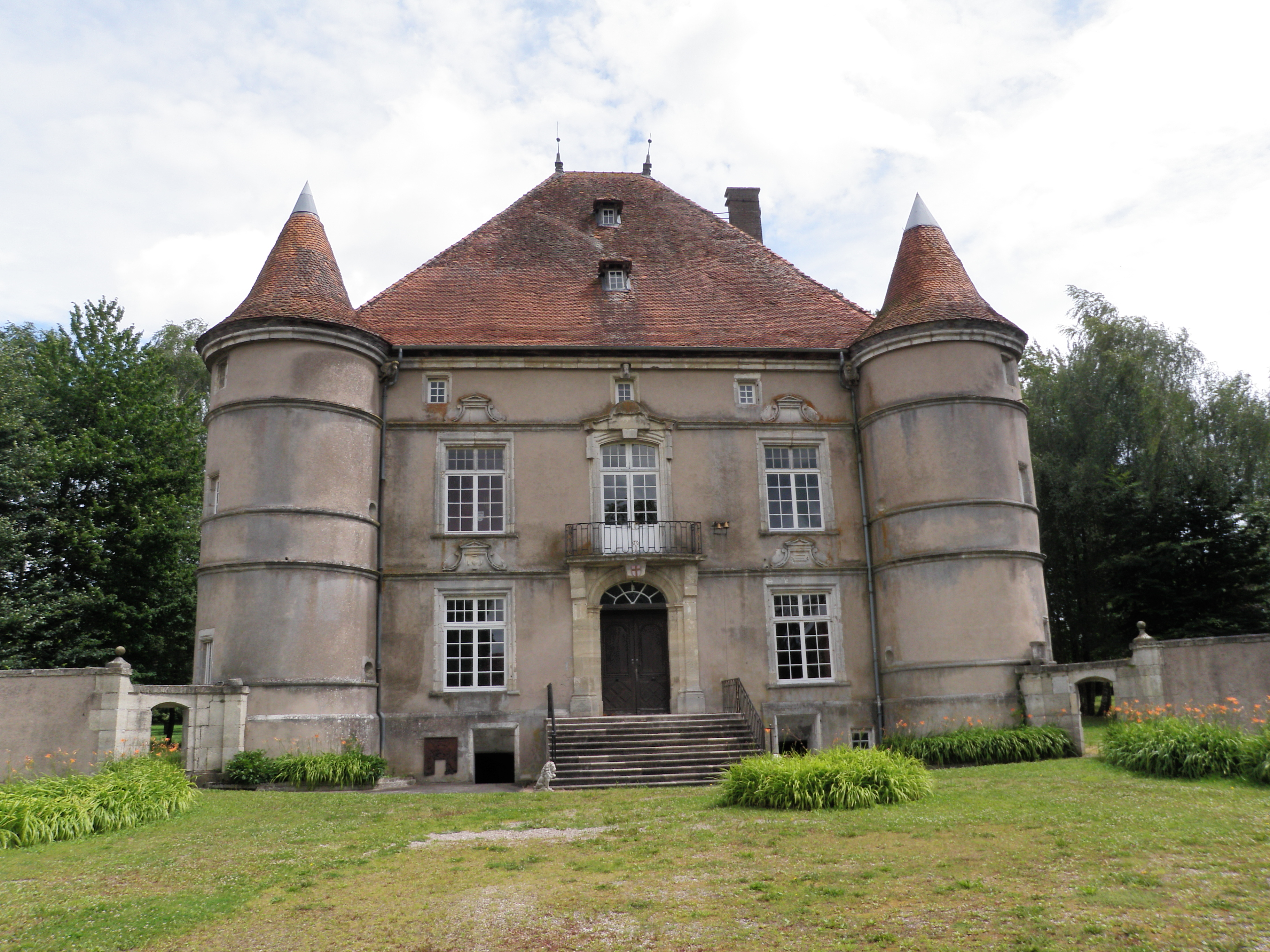
Schloss Sandaucourt

- Schloss Le Châtelet, Bains-les-Bains
- Schloss Le Chesnois, Bains-les-Bains
- Schloss Les Thons, Les Thons
- Schloss Sandaucourt, Sandaucourt